# 小穴隆一
小穴 隆一（おあな りゅういち、1894年11月28日 - 1966年4月24日）は、日本の洋画家、随筆家、俳人。俳号は一游亭。

## 経歴
長野県で生まれ、長野県塩尻市出身の祖父のもと、北海道函館市で育つ。父は中山道洗馬宿（現在の塩尻市宗賀）の旧家である志村家の出だった。
旧制開成中学校中退。太平洋画会研究所にて中村不折に師事。二科展には第1回から出品。のち春陽会に移る。
1919年、瀧井孝作に連れられて東京・田端の芥川龍之介邸を訪れ、以後芥川の無二の親友となる。誕生日が芥川の母の命日だったため、芥川から「僕の母の生まれかはりではないかと思ふよ」と言われていた。
1921年の『夜来の花』以降、芥川の著書の装丁を担当。1922年、親友芥川龍之介をモデルに『白衣』を制作、この作品を二科展に出品して話題となる。同年、芥川は次男が誕生したとき、隆一の名に因んで多加志と命名した。
1923年、脱疽のため右足を足首から切断。以後、義足を使用するようになる。
1926年、芥川が神奈川県鵠沼の旅館東屋の貸別荘「イ-4号」を借りると、隣接する「イ-2号」を借りて住む。「蜃気楼--或は「続海のほとり」--」に出てくる「O君」が小穴のことである。翌年、芥川が田端に引き揚げると、小穴も東京に戻った。
1927年、芥川が子供たちに「小穴隆一を父と思へ。従つて小穴の教訓に従ふべし」との遺書を残して自殺。以後、芥川の遺族と親しく交際。しかし芥川の甥である葛巻義敏とは険悪な関係だった。1933年、文士賭博事件により久米正雄、 里見弴らとともに検挙され、罰金刑となる。
1956年、著書『二つの絵』（中央公論社、1956年）の中で芥川が私生児だったという説を発表し、波紋を呼ぶ。その他の著書に『白いたんぽぽ』（日本出版協同、1954年）などがある。
このほか、画家としては宮沢賢治や坪田譲治の作品に挿絵を描いた。

## 主な作品

### 著書
- 『鯨のお詣り』（随筆集）中央公論社、1940年
- 『白いたんぽぽ』（随筆集） 日本出版協同、1954年
- 『二つの絵：芥川竜之介の回想』 中央公論社、1956年
- 『芥川竜之介遺墨』 中央公論社、1960年

### 挿絵
- 『夜来の花』（短編集） 芥川龍之介 著、新潮社、1921年
- 『三つの宝』（童話集） 芥川龍之介 著、改造社、1922年
- 『子供の四季』 都新聞（連載）、1938年
- 『風の又三郎』（童話集） 宮澤賢治 著、坪田譲治 解説、羽田書店、1939年
- 『ビハの實』 坪田讓治 著、中央公論社、1941年
- 『ねむりねこ』 真船豊 著、小山書店、1948年
- 『オランダとけいとが』（童話集） 小学館、1948年
- 『虎彦龍彦』 坪田譲治 著、桐書房、1949年
- 『四羽の小鳥』 坪田譲治 著、新潮社、1949年
- 『春の夢秋の夢』 坪田譲治 著、新潮社、1949年
- 『雪国のおんどり』 浜田広介 著、講談社、1949年
- 『白』（童話集） 芥川龍之介 著、中央公論社、1949年

### 洋画
- 『Ｔ君』 坪田譲治の肖像画。キャンバスに油彩。1941年の春陽会展に出品。岡山市立中央図書館所蔵。[1]